# Влахо Орлић
Влахо Орлић (Котор, 16. март 1934 — Београд, 10. јун 2010) је био југословенски и српски ватерполиста и тренер.
Орлић је био један од најзаслужнијих што је београдски Партизан у 20. веку освојио шест титула првака Европе.

## Биографија
Отац Влахе Орлића је био стоматолог. После Другог светског рата у Котору му није било дозвољено да отвори приватну ординацију, па се са породицом преселио у Дубровник. У Дубровнику Орлић је почео да се бави веслањем и ватерполом. После завршетка гимназије у Дубровнику, уписао је Медицински факултет у Сарајеву. Студије је наставио у Загребу и Београду, али никада их није завршио пошто се више бавио спортом. Због инцидента на ватерполо турниру у Ријеци избачен је из екипе Југа. Прихватио је позив ВК Партизан, тада друголигаша, да буде њихов играч и тренер. Партизан је следеће године постао прволигаш. Са Орлићем ВК Партизан је освојио 6 титула првака Европе.
После рада у Партизану Орлић је 1990. године прешао у Црвену звезду, где је радио са Николом Стаменићем и освојио титулу првака Југославије. Од 1993. године Орлић је наставио рад у Бечеју, а под његовим вођством клуб је освојио је и прве трофеје у историји тог клуба.
У репрезентацији Југославије је дуго био тренер, а осамдесетих је био председник Стручног савета. Са малом паузом 1996. године, на том месту је био до маја 2000. Године 2009. Орлић је поново три месеца био на том месту, а затим се определио за рад у Партизану.
Умро је у Београду 10. јуна 2010. након дуже болести. Сахрањен је у Алеји заслужних грађана на Новом гробљу у Београду.